# Torta de creme de açúcar
A torta de creme de açúcar (sugar cream pie, também conhecida como torta de açúcar, sugar pie; torta da indiana, hoosier pie e torta de dedo, finger pie) é uma torta de crosta única com um recheio liso feito de farinha, manteiga, sal, baunilha, creme e açúcar mascavo. O nome "torta de dedo" dado à sobremesa se deve ao costume que se tinha de mexer a torta com o dedo, para evitar a quebra da crosta.

## História
O prato é a torta não oficial do estado de Indiana, onde acredita-se que ela tenha se originado, com os colonos Quakers, que vieram da Carolina do Norte no início do século XIX e, posteriormente, estabeleceram-se no centro-leste de Indiana, especialmente em torno das cidades de New Castle, Portland, Richmond e Winchester.
Os Amish também popularizaram a torta de creme de açúcar, tornando-a popular onde eles povoavam. Em particular, a torta é uma das favoritas nas áreas holandesas da Pensilvânia, assim como a torta de massa, uma sobremesa semelhante. Os Shakers também têm uma variante da torta. Entretanto, como os Shakers tiveram de abandonar sua comunidade de West Union (sua única presença em Indiana, de 1810 a 1827, perto da atual Vincennes), é improvável que eles tenham tornado a sobremesa popular no Estado.
O maior produtor dessas tortas é a Wick's Pies, cuja fábrica fica em Winchester e produz 750.000 tortas de creme de açúcar por ano. A presença de pó de noz-moscada e a disposição em uma fôrma rasa de alumínio descartável são aspectos característicos destas. A receita que Wick usa vem diretamente de uma receita familiar originária do século XIX. As tortas são vendidas em 25 estados.